# Honolulu (programma televisivo)
Honolulu è stato un programma televisivo italiano di genere varietà e comico, andato in onda in prima serata su Italia 1 dal 22 settembre al 3 novembre 2021 per sei puntate, con la conduzione di Fatima Trotta e Francesco Mandelli.

## Il programma
Il programma, prodotto da Colorado Film e 302 Original Content, prendeva il posto di Colorado, sospeso nella primavera del 2020 a causa della pandemia di COVID-19 che ha costretto tutto lo staff a interrompere le riprese proprio quando si stavano registrando le nuove puntate. Nel programma era stato presente anche il duo comico PanPers, in qualità di capi-progetto insieme a Riccardo Sfondrini.

## Edizioni
| Edizione | Anno | Conduzione    | Conduzione         | Periodo           | Periodo         | Puntate | Regia         | Studio                    |
| Edizione | Anno | Conduzione    | Conduzione         | Inizio            | Fine            | Puntate | Regia         | Studio                    |
| -------- | ---- | ------------- | ------------------ | ----------------- | --------------- | ------- | ------------- | ------------------------- |
| 1ª       | 2021 | Fatima Trotta | Francesco Mandelli | 22 settembre 2021 | 3 novembre 2021 | 6       | Lele Biscussi | Studi Jedi Vision, Milano |

## Puntate e ascolti

### Prima edizione (2021)
| Puntata | Messa in onda     | Ascolti        | Ascolti | Ospiti                  |
| Puntata | Messa in onda     | Telespettatori | Share   | Ospiti                  |
| ------- | ----------------- | -------------- | ------- | ----------------------- |
| 1       | 22 settembre 2021 | 887 000        | 4,73%   | Filippo Bisciglia       |
| 2       | 29 settembre 2021 | 747 000        | 4,20%   | Angelo Pintus, Arteteca |
| 3       | 13 ottobre 2021   | 850 000        | 4,50%   | –                       |
| 4       | 20 ottobre 2021   | 825 000        | 4,50%   | Taylor Mega, Arteteca   |
| 5       | 27 ottobre 2021   | 916 000        | 4,73%   | Frank Matano            |
| 6       | 3 novembre 2021   | 876 000        | 4,90%   | Lodo Guenzi, Sara Croce |
| Media   | Media             | 850 000        | 4,59%   |                         |

## Cast comico
- PanPers
- Valentina Persia
- Francesco Cicchella
- Andrea Paris
- Herbert Ballerina
- I Ditelo voi
- Alessandro Bianchi
- Andrea Di Marco
- Omar Fantini
- Maria Pia Timo
- Herbert Cioffi
- Raffaele D'Ambrosio
- Alberto Farina
- Stefano Gorno
- Enzo e Sal
- Fausto Solidoro
- Nando Timoteo
- Ernesto Maria Ponte
- Roberto Anelli
- Il Musazzi
- Ciaolale
- Frank Gramuglia
- Senso D'Oppio
- Marcello Cesena
- Peppe e Ciccio
- Andrea e Simone
- Angelo Pintus
- Arteteca

## Audience
| Edizione | Rete televisiva | Anno | Stagione | Programmazione | Programmazione | Programmazione | Programmazione | Programmazione | Programmazione | Programmazione | Collocazione | Telespettatori | Share | Premiere       | Premiere | Finale         | Finale |
| Edizione | Rete televisiva | Anno | Stagione | L              | M              | M              | G              | V              | S              | D              | Collocazione | Telespettatori | Share | Telespettatori | Share    | Telespettatori | Share  |
| -------- | --------------- | ---- | -------- | -------------- | -------------- | -------------- | -------------- | -------------- | -------------- | -------------- | ------------ | -------------- | ----- | -------------- | -------- | -------------- | ------ |
| 1ª       | Italia 1        | 2021 | autunno  |                |                |                |                |                |                |                | Prima serata | 850 000        | 4,59% | 887 000        | 4,73%    | 876 000        | 4,90%  |

## Sigla
La sigla del programma è stata Iko Iko (My Bestie) di Justin Wellington.